# Alta costura (pel·lícula)
Alta costura (títol original en francès, Haute Couture) és una pel·lícula francesa del 2021 escrita i dirigida per Sylvie Ohayon. S'ha doblat i subtitulat al català.

## Repartiment
- Nathalie Baye: Esther
- Lyna Khoudri: Jade
- Pascale Arbillot: Catherine
- Claude Perron: Andrée
- Soumaye Bocoum: Souad
- Adam Bessa: Abdel
- Clotilde Courau: Mumu
- Alexandrina Turcan: Gloria
- Romain Brau: Sephora
- Claudine Vincent: Madame Crémieux
- Farida Ouchani: Manoubia
- Virgile Bramly: Hammidouche